# Костанцо Порта
Коста́нцо По́рта (італ. Costanzo Porta; 1529, Кремона — 26 травня 1601, Падуя) — італійський композитор пізнього Відродження, один з найвидатніших представників венеціанської школи. Славився серед сучасників як знавець контрапункту, композитор та викладач. Францисканець.

## Біографія
Костанцо Порта народився у Кремоні. Вступив до ордену конвентуальних францисканців. Відомостей про його життя мало, але достатньо ймовірно, що він отримав освіту у Монастирі Порта Сан Лука в Кремоні. Близько 1550 року вчився в Адріана Вілларта, фламандця, великого капельмейстера Базиліки Сан Марко у Венеції. Відвідуючи школу Вілларта, заснував першу з багатьох наступних музичних капел, а саме Собору Санта-Марія Глоріоза деї Фрарі у Венеції. У школі Віларта познайомився з Клаудіо Меруло, з яким дружив все життя.
У 1552 році став капельмейстером Собору в Озімо, де провів період інтенсивної діяльності.
У 1559 році знаходився у ділових стосунках з герцогством Урбіно та з герцогом Ґвідобальдо II делла Ровере; присвятив його доньці Вірджинії свою Першу книгу мадригалів на п'ять голосів.
У 1565 році перебував у Падуї, де мав залишатися три роки. Але у 1567 році кардинал Джуліо Делла Ровере запросив його до Равенни. Тут він заснував і підняв на високий рівень столичну музичну капелу.
3 вересня 1578 року кардинал Джуліо Далла Ровере, який став для Порти не лише шанувальником, а справжнім покровителем, помер у Фоссомброне. Невдовзі по тому, після візиту до Лорето кардинала Карло Борромео, архиєпископа Мілана, Порта отримав від ієрарха пропозицію очолити Музичну Капелу свого собору. Композитор ввічливо ухилився від кардинальского запрошення; одначе послав до Мілана свого учня Джуліо Чезаре Ґабуссі.
На цей час його слава вже була такою широкою, що численні композитори наступної епохи віддають йому шану, за те що він увів їх до мистецтва контрапункту.
Свої останні роки Порта провів у Падуї при Базиліці Сант'Антоніо. Помер у цьому місті 26 травня 1601 року.

## Стиль

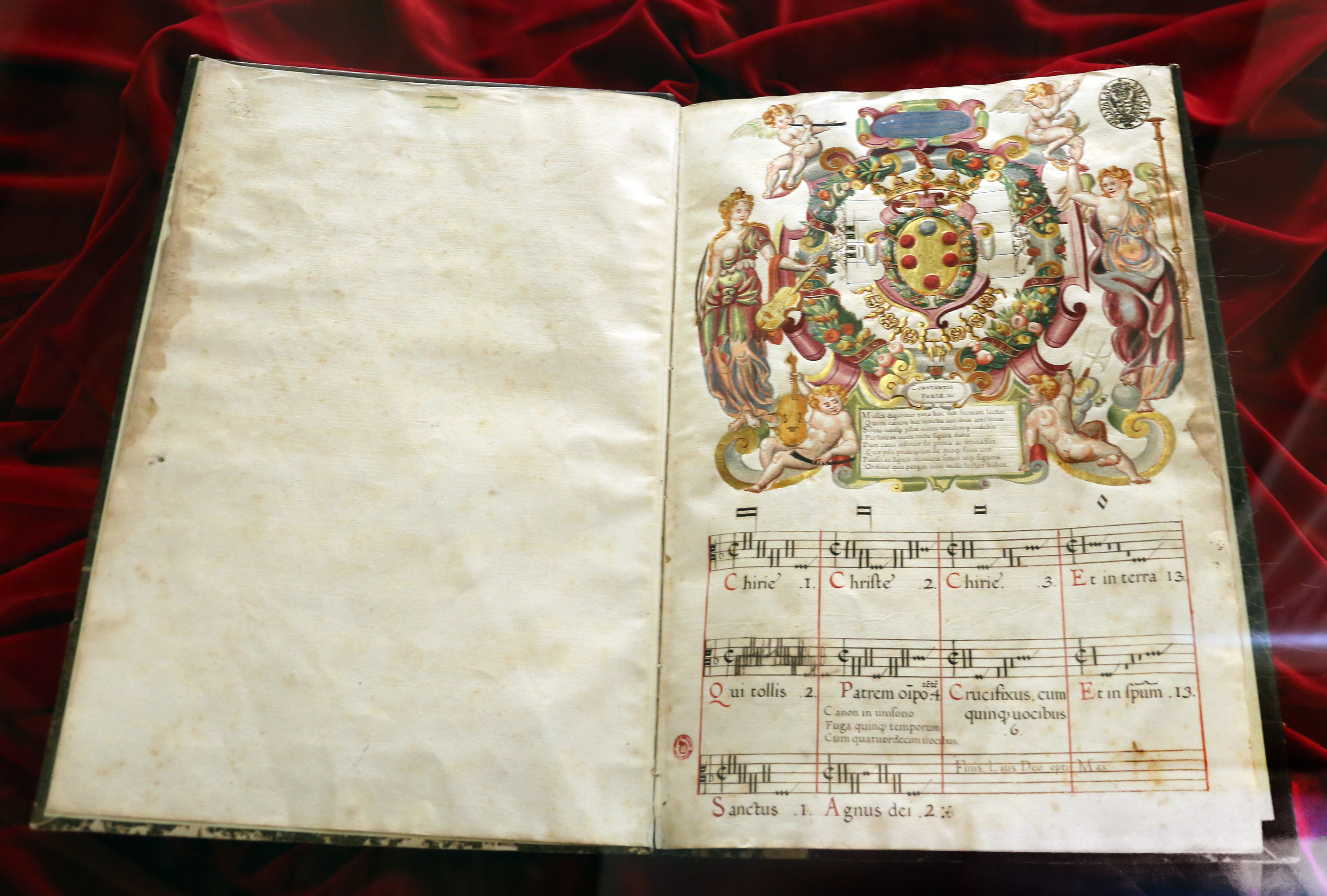
Missa Ducalis, 1565 ca.

Більшість творів Порти належать до сакральної музики. Особливо багато він писав мотетів; опублікував щонайменше 8 книг, одна з яких втрачена, так само як і книги мес, інтроітів, та величезний цикл гімнів для вечірні.
Музика Порти є ще більш поліфонічною ніж у Ґомберта, і виявляє схильність до академічного, навіть суворого контрапункту, хоча він застосовується так майстерно, що текст завжди залишається легко зрозумілим. Часто використовуються строгі канони; один мотет на сім голосів з його книги 52 мотетів (1580) має не менше чотирьох голосів цілком викладених каноном. Інший мотет з цієї ж книги є мензуральним каноном, що є найбільш важкою з контрапунктових форм для виконання. В той час коли багато композиторів реагували на засудження Тридентським собором надмірного використання поліфонії, Порта очевидно не відчув себе зобов'язаним наслідувати їх; певно він мав достатню віру в свою майстерність передавати співаний текст. Його музика така ж стримана, як у Палестріни, з обачливим використанням дисонансів та хроматизмів, демонструючи поліфонічну віртуозність у манері незвичній для інших композиторів сакральної музики кінця XVI століття.
У деяких пізніх мотетах Порта широко використовував антифонне письмо, хоча сам і не знаходився у Венеції в кінці сторіччя, коли цей стиль став там знаменитим і навіть знаковим для венеціанської школи. Він провів у цьому місті декілька років як студент, навчаючись у Вілларта, і венеційські впливи у його творчості простежуються протягом усього життя. Швидше за все він був обізнаний у поточних справах школи і переймав її новації, що чудово поєднувались з його надзвичайно ученим стилем.
Він також писав мадригали, багато з яких приурочувались до важливих подій у житті родин його працедавців: весіль тощо; вони написані у простішому стилі ніж його сакральні праці, з дотриманням вимог тогочасної практики.

## Твори

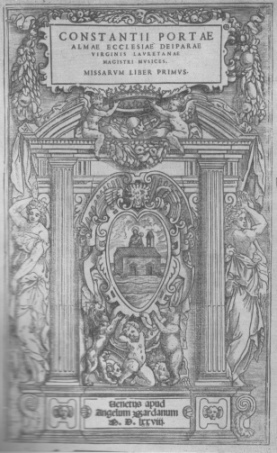
Титул видання творів

Збереглося близько семисот творів Костанцо Порти, серед яких вісімнадцять багатоголосних мес. З середини 1960-х до початку 70-х Папська Бібліотека св. Антонія у Падуї випустила друком opera omnia (повне зібрання творів) Порти, під редакцією Джованні луізетто та Сіро Чісіліно. Серед них:
- 100 antiphonae super cantu plano de comuni sanctorum. Hymni de festis et de comuni. Magnificat octo tonorum. Missa quatuor vocum inedita, Biblioteca Antoniana, Padova 1970.
- Antiphonae quatuor vocum super cantu plano. Ineditae, Biblioteca Antoniana, Padova 1966.
- Hymnodia sacra quatuor vocum. Totius per anni circulum, Biblioteca Antoniana, Padova 1966.
- Il primo libro di madrigali a cinque voci (Перша книга мадригалів на п'ять голосів), Biblioteca Antoniana, Padova 1966.
- Il secondo libro di madrigali a cinque voci, 1569 (Друга книга мадригалів на п'ять голосів, 1569), Biblioteca Antoniana, Padova 1968.
- Il terzo libro di madrigali a cinque voci (Третя книга мадригалів на п'ять голосів), Biblioteca Antoniana, Padova 1969.
- Il quarto libro di madrigali a cinque voci, 1586 (Четверта книга мадригалів на п'ять голосів, 1586), Biblioteca Antoniana, Padova 1969.
- Il primo libro di madrigali a quattro voci, 1555 (Перша книга мадригалів на чотири голоси, 1555), Biblioteca Antoniana, Padova 1967.
- Litaniae deiparae Virginis Mariae octo vocum, Biblioteca Antoniana, Padova 1968.
- Magnificat octo, duodecim, sexdecim vocum, Biblioteca Antoniana, Padova 1969.
- Missae tres ineditae: Missa Ducalis. Missa Da pacem. Missa mortuorum, Biblioteca Antoniana, Padova 1965.
- Missarum liber primus. Pars prima, 1578, Biblioteca Antoniana, Padova 1969.
- Missarum liber primus. Pars secunda, 1578, Biblioteca Antoniana, Padova 1969.
- Motecta quatuor vocum, Biblioteca Antoniana, Padova 1964.
- Motecta quinque vocum. Liber primus, 1555, Biblioteca Antoniana, Padova 1965.
- Motecta quinque vocum. Liber secundus, 1605, Biblioteca Antoniana, Padova 1965.
- Motecta sex vocum. Liber primus, Biblioteca Antoniana, Padova 1971.
- Motecta sex vocum. Liber tertius, Biblioteca Antoniana, Padova 1971.
- Musica in introitus missarum quae in diebus dominicis celebrantur. Quinque vocum, 1566, Biblioteca Antoniana, Padova 1968.
- Musica sacra sparsa in raccolte stampate dell'epoca (Сакральна музика, розсіяна у друкованих збірках того часу), Biblioteca Antoniana, Padova 1970.
- Musica sex canenda vocibus. Liber primus, Biblioteca Antoniana, Padova 1967.
- Musica sex canenda vocibus. Liber tertius, 1585, Biblioteca Antoniana, Padova 1967.

## Зовнішні посилання
- Костанцо Порта: ноти на сайті ChoralWiki (англ.)
- Вільні ноти авторства Костанцо Порта на сайті International Music Score Library Project (IMSLP)